# Distretto di Xinqing
Il distretto di Xinqing (新青区S, XīnqīngP) è un distretto della Cina, situato nella provincia di Heilongjiang e amministrato dalla prefettura di Yichun.